# نینا لوزس
نینا لوزس(به انگلیسی: Nina Løseth) (زاده ۲۷ فوریه۱۹۸۹) اسکی‌باز نروژی و برنده چند مسابقه بین‌المللی اسکی است.